# 新沃斯克雷森斯凯

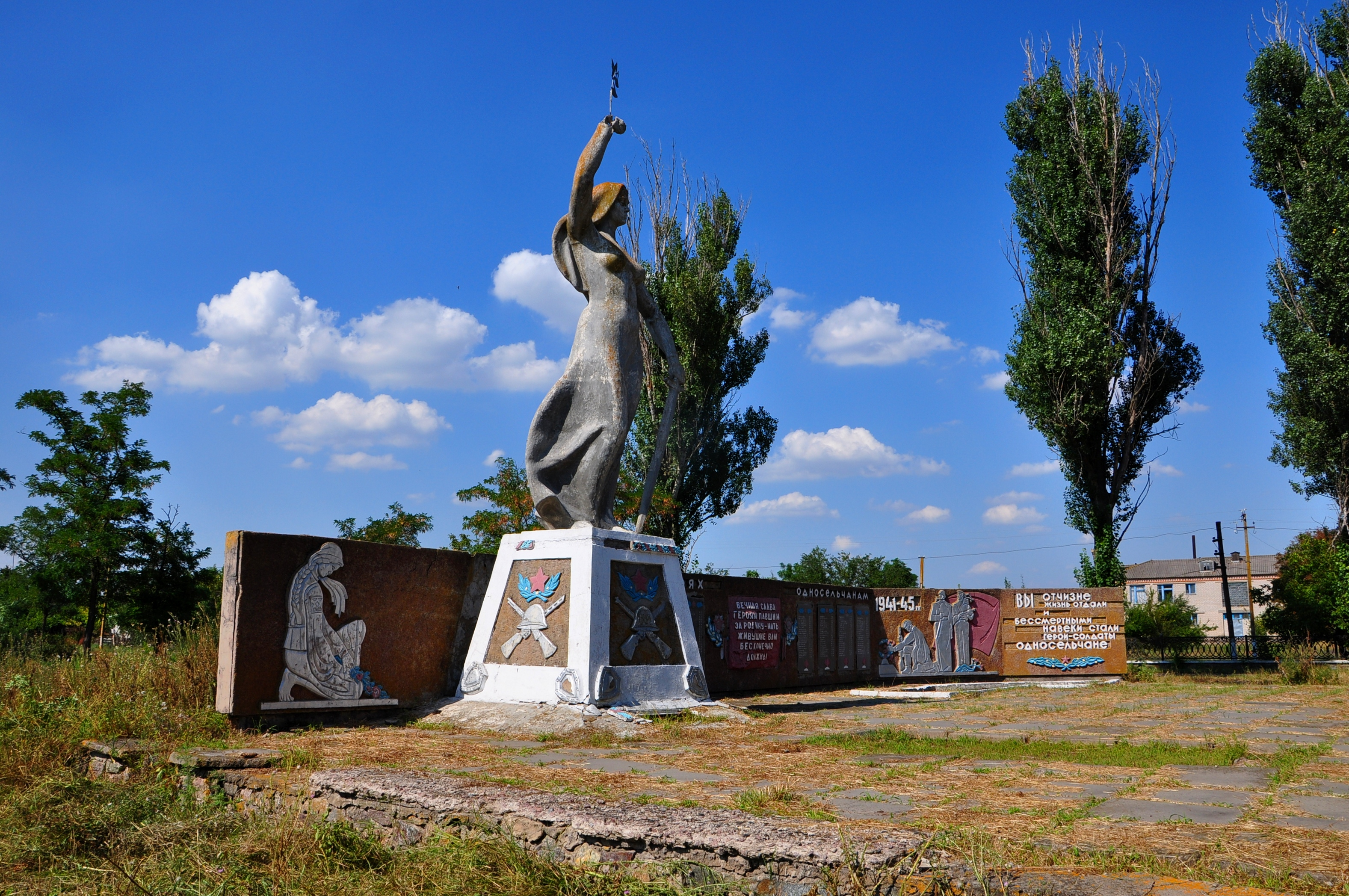
烈士纪念碑

47°19′49″N 33°35′25″E / 47.33028°N 33.59028°E
新沃斯克雷森斯凯（烏克蘭語：Нововоскресенське），或译为新沃斯克列先西克，是位於烏克蘭南部的村莊，由赫爾松州貝里斯拉夫區的新沃龍佐夫卡市鎮負責管轄。該村始建於十九世紀，面積418.1平方公里，海拔高度78米，2001年人口1,606，人口密度每平方公里3.8人。